# Scuderia Cameron Glickenhaus

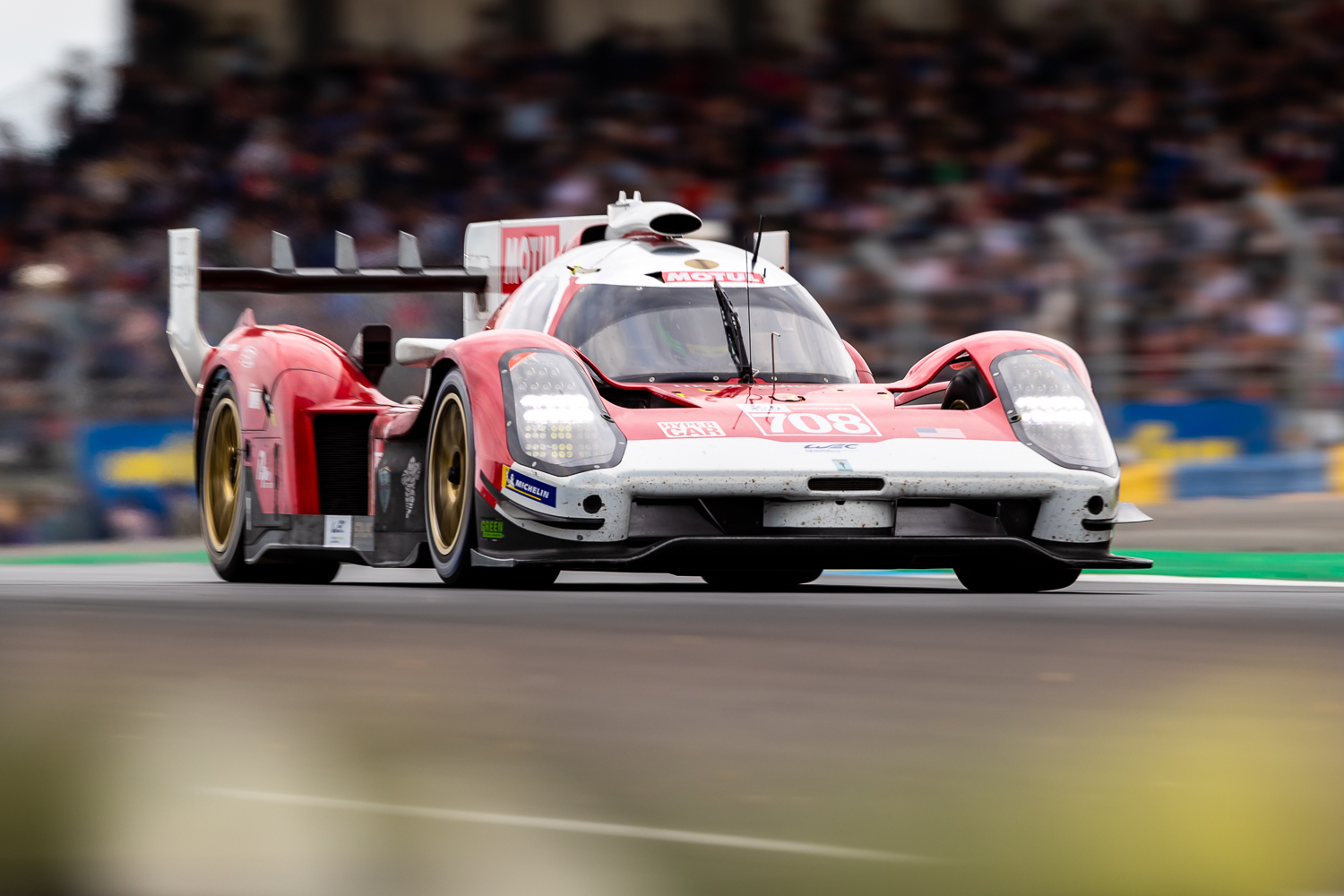
SCG 007 LMH vid Le Mans 24-timmars 2021.

Scuderia Cameron Glickenhaus, även känt som  Glickenhaus eller SCG är en amerikansk biltillverkare och racingstall.
SCG grundades 2004 av filmproducenten och entreprenören James Glickenhaus för tillverkning av tävlingsbilar för sportvagnsracing. Stallet tävlar sedan säsongen 2021 i FIA WEC:s högsta LMH-klass.